# Manfredonia
Manfredonia is een Italiaanse stad in de regio Apulië, in de provincie Foggia. De stad is in 1256 gesticht door koning Manfred van Napels en Sicilië, de onechte zoon van koning Frederik II. 

## Geografie
Tegenwoordig is Manfredonia een industrie- en havenstad, liggend aan de Golf die haar naam draagt. De haven behoort tot de belangrijkste vissershavens van de zuidelijke Adriatische Zee. Opvallend in het landschap rondom de stad zijn de vele schijfcactussen (Opuntia ficus-indica).
Ten oosten van de stad strekt zich het gebergte van de Gargano uit, dit gebied is in 1991 tot Nationaal Park uitgeroepen. Ten zuiden van de stad ligt de Pallude di Frattarolo; dit moerasgebied is van groot belang voor plant en dier en maakt ook deel uit van het Parco Nazionale del Gargano.
De volgende frazioni maken deel uit van de gemeente: Borgo Mezzanone, Siponto

## Bezienswaardigheden
Het imposantste bouwwerk van de stad is het robuuste 13de-eeuwse Castello Svevo Angioino Aragonese  waarin een archeologisch museum gevestigd is. De huidige, barokke, kathedraal staat op de plaats van een in 1680 verwoeste gotische kerk. Enkele kilometers buiten de stad staat de kerk Santa Maria di Siponto uit de elfde eeuw, gebouwd in romaanse stijl, maar duidelijk door de Byzantijnen beïnvloed.
In Manfredonia bevindt zich de kathedrale zetel van het Aartsbisdom Manfredonia-Vieste-San Giovanni Rotondo.

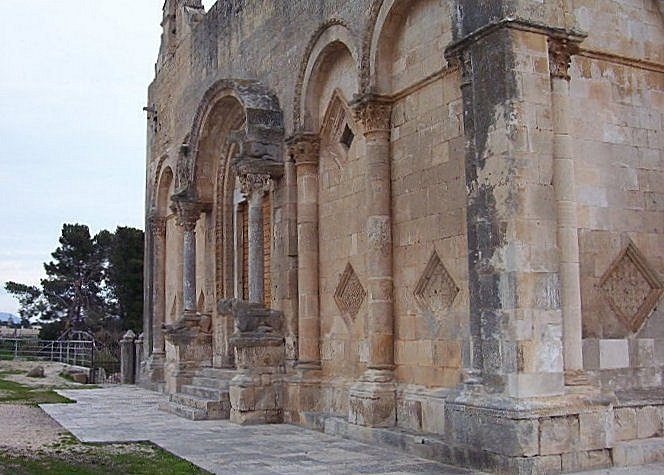
Santa Maria Maggiore di Siponto

## Bekende (ex-)inwoners
- Lucio Dalla (1943-2012), zanger/liedschrijver